# Taranis benthicola
Taranis benthicola é uma espécie de gastrópode do gênero Taranis, pertencente a família Raphitomidae.